# Midi:Nette
Midi:Nette（ミディネット）は、日本のヴィジュアル系ロックバンドであるMALICE MIZERのManaが設立した自主音楽レーベルである。

## 概要
1994年7月24日、MALICE MIZER初の完全自主制作リリースCD作品「memoire」の発売と同時に設立された。
現在の所属アーティストはMana率いるMoi dix Moisのみで、以前はMALICE MIZERと、ManaがプロデュースしたSchwarz Steinが所属していた。
また、現在はMALICE MIZERのベーシストであるYu～kiが手掛けるハンドメイドアクセサリーブランド「Mother of Life」の商品の販売も行っている。